# Georgien i olympiska sommarspelen 2008
Georgien i olympiska sommarspelen 2008 bestod av 35 idrottare som blivit uttagna av Georgiens olympiska kommitté.

## Boxning
- Huvudartikel: Boxning vid olympiska sommarspelen 2008

| Tävlande         | Viktklass  | Sextondelsfinal       | Åttondelsfinal       | Kvartsfinal          | Semifinal            | Final                |                  |
| Tävlande         | Viktklass  | Motståndare Resultat  | Motståndare Resultat | Motståndare Resultat | Motståndare Resultat | Motståndare Resultat |                  |
| ---------------- | ---------- | --------------------- | -------------------- | -------------------- | -------------------- | -------------------- | ---------------- |
| Nikoloz Izoria   | Fjädervikt | Batshegi (BOT) W 14-4 | İmranov (AZE) L 9-18 | Gick inte vidare     | Gick inte vidare     | Gick inte vidare     | Gick inte vidare |
| Kachaber Zjvania | Weltervikt | Andrade (USA) L 9-11  | Gick inte vidare     | Gick inte vidare     | Gick inte vidare     | Gick inte vidare     |                  |

## Brottning
- Huvudartikel: Brottning vid olympiska sommarspelen 2008

| Tävlande             | Gren                        | Kvalifikation                  | 1/8 Final                           | Kvartsfinal                  | Semifinal                     | Återkval 1               | Återkval 2               | Final                             |
| Tävlande             | Gren                        | Motståndare Resultat           | Motståndare Resultat                | Motståndare Resultat         | Motståndare Resultat          | Motståndare Resultat     | Motståndare Resultat     | Motståndare Resultat              |
| -------------------- | --------------------------- | ------------------------------ | ----------------------------------- | ---------------------------- | ----------------------------- | ------------------------ | ------------------------ | --------------------------------- |
| Besarion Gotjasjvili | Fristil, bantamvikt         |                                | Toarca (ROU) W 3-0, 3-0             | Cejudo (USA) L 3-1, 2-3, 0-3 | Did not advance               | Velikov (BUL) L 0-1, 1-2 | Gick inte vidare         | Gick inte vidare                  |
| Otar Tusjisjvili     | Fristil, lättvikt           |                                | Ikematsu (JPN) W 4-1, 0-3, 1-0      | Barzakov (BUL) W 3-0, 2-0    | Şahin (TUR) L 0-1, 1-3        |                          | Garzon (CUB) W 3-0, 1-1  | Gick inte vidare                  |
| Gela Saghirashvili   | Fristil, weltervikt         | Midana (GBS) W 1-0, 2-1        | Gajdarov (BLR) L 0-1, 0-1           | Gick inte vidare             | Gick inte vidare              | Gick inte vidare         | Gick inte vidare         | Gick inte vidare                  |
| Revazi Mindorashvili | Fristil, mellanvikt         |                                | Bichinashvili (GER) W 1-4, 2-0, 3-1 | Yenokyan (ARM) W 2-0, 2-0    | Ketojev (RUS) W 4-2, 7-3      |                          |                          | Abdusalomov (TJK) W 2-3, 3-0, 4-0 |
| Giorgi Gogsjelidze   | Fristil, tungvikt           |                                | Krupnyakov (KGZ) W 1-0, 1-0         | Abrahimi (IRI) W 3-0, 1-0    | Tigijev (KAZ) L 1-1, 1-0, 0-2 |                          | Batista (CUB) W 1-0, 4-0 | Gick inte vidare                  |
| Lasha Gogitadze      | Grekisk-romersk, bantamvikt | Jiao (CHN) W 2-0, 2-0          | Amojan (ARM) L 1-4, 2-3             | Gick inte vidare             | Gick inte vidare              | Gick inte vidare         | Gick inte vidare         | Gick inte vidare                  |
| David Bedinadze      | Grekisk-romersk, fjädervikt | Nazarjan (BUL) L 1-1, 1-4, 0-5 | Gick inte vidare                    | Gick inte vidare             | Gick inte vidare              | Gick inte vidare         | Gick inte vidare         | Gick inte vidare                  |
| Manuchar Kvirkelia   | Grekisk-romersk, weltervikt | Guenot (FRA) W 5-0, 5-0        | Schneider (GER) W 3-0, 5-0          | Bácsi (HUN) W 2-1, 2-5, 3-0  |                               |                          |                          | Chang (CHN) W 7-0, 3-0            |
| Badri Khasaia        | Grekisk-romersk, mellanvikt | Avluca (TUR) L 0-4, 1-1        | Gick inte vidare                    | Gick inte vidare             | Gick inte vidare              | Gick inte vidare         | Gick inte vidare         | Gick inte vidare                  |
| Ramaz Nozadze        | Grekisk-romersk, tungvikt   | Tounousidis (GRE) W 1-1, 2-2   | Svec (CZE) L 1-1, 1-1, 1-2          | Gick inte vidare             | Gick inte vidare              | Gick inte vidare         | Gick inte vidare         | Gick inte vidare                  |

## Bågskytte
- Huvudartikel: Bågskytte vid olympiska sommarspelen 2008
- Damer

| Namn                | Gren         | Rankingrunda | Rankingrunda | 32-delsfinal                         | 16-delsfinal                             | 8-delsfinal                    | Kvartsfinal      | Semifinal        | Final            | Final            |                  |
| Namn                | Gren         | Poäng        | Seed         | Resultat                             | Resultat                                 | Resultat                       | Resultat         | Resultat         | Resultat         | Plats            |                  |
| ------------------- | ------------ | ------------ | ------------ | ------------------------------------ | ---------------------------------------- | ------------------------------ | ---------------- | ---------------- | ---------------- | ---------------- | ---------------- |
| Kristina Esebua     | Individuellt | 643          | 17           | Yuki Hayashi (JPN) W 102(+9)-102(+8) | Elpida Romantzi (GRE) L 102(+9)-102(+10) | Gick inte vidare               | Gick inte vidare | Gick inte vidare | Gick inte vidare | Gick inte vidare | Gick inte vidare |
| Chatuna Narimanidze | Individuellt | 663          | 4            | Dorji Dema (BHU) W 107-97            | Leydis Brito (VEN) W 111-98              | Mariana Avitia (MEX) L 108-109 | Gick inte vidare | Gick inte vidare | Gick inte vidare | Gick inte vidare | Gick inte vidare |

## Friidrott
- Huvudartikel: Friidrott vid olympiska sommarspelen 2008

Förkortningar
- Noteringar – Placeringarna avser endast löparens eget heat
- Q = Kvalificerad till nästa omgång
- q = Kvalificerade sig till nästa omgång som den snabbaste idrottaren eller, i fältgrenarna, via placering utan att uppnå kvalgränsen.
- NR = Nationellt rekord
- N/A = Omgången ingick inte i grenen
- Bye = Idrottaren behövde inte delta i denna omgång

Herrar
Bana och landsväg
| Idrottare      | Gren       | Heat     | Heat      | Kvartsfinal | Kvartsfinal | Semifinal        | Semifinal        | Final            | Final            |
| Idrottare      | Gren       | Resultat | Placering | Resultat    | Placering   | Resultat         | Placering        | Resultat         | Placering        |
| -------------- | ---------- | -------- | --------- | ----------- | ----------- | ---------------- | ---------------- | ---------------- | ---------------- |
| David Ilariani | 110 m häck | 13.75    | 6 q       | 13.74       | 8           | Gick inte vidare | Gick inte vidare | Gick inte vidare | Gick inte vidare |

Damer
Fältgrenar
| Idrottare           | Gren        | Kval  | Kval      | Final            | Final            |
| Idrottare           | Gren        | Längd | Placering | Längd            | Placering        |
| ------------------- | ----------- | ----- | --------- | ---------------- | ---------------- |
| Mariam Kevchisjvili | Kulstötning | 15.99 | 30        | Gick inte vidare | Gick inte vidare |

## Gymnastik
- Huvudartikel: Gymnastik vid olympiska sommarspelen 2008

### Artistisk gymnastik
Herrar
Lag
| Gymnast        | Gren       | Kval    | Kval    | Kval    | Kval    | Kval    | Kval    | Kval   | Kval      | Final            | Final            | Final            | Final            | Final            | Final            | Final            | Final            |
| Gymnast        | Gren       | Redskap | Redskap | Redskap | Redskap | Redskap | Redskap | Totalt | Placering | Redskap          | Redskap          | Redskap          | Redskap          | Redskap          | Redskap          | Totalt           | Placering        |
| Gymnast        | Gren       | F       | PH      | R       | V       | PB      | HB      | Totalt | Placering | F                | PH               | R                | V                | PB               | HB               | Totalt           | Placering        |
| -------------- | ---------- | ------- | ------- | ------- | ------- | ------- | ------- | ------ | --------- | ---------------- | ---------------- | ---------------- | ---------------- | ---------------- | ---------------- | ---------------- | ---------------- |
| Ilia Giorgadze | Fristående | 14.625  | i.u.    | i.u.    | i.u.    | i.u.    | i.u.    | 14.625 | 46        | Gick inte vidare | Gick inte vidare | Gick inte vidare | Gick inte vidare | Gick inte vidare | Gick inte vidare | Gick inte vidare | Gick inte vidare |
| Ilia Giorgadze | Barr       | i.u.    | i.u.    | i.u.    | i.u.    | 15.150  | i.u.    | 15.150 | 41        | Gick inte vidare | Gick inte vidare | Gick inte vidare | Gick inte vidare | Gick inte vidare | Gick inte vidare | Gick inte vidare | Gick inte vidare |

### Trampolin
| Gymnast       | Gren  | Kval  | Kval      | Final | Final     |
| Gymnast       | Gren  | Poäng | Placering | Poäng | Placering |
| ------------- | ----- | ----- | --------- | ----- | --------- |
| Luba Golovina | Damer | 64.90 | 5 Q       | 36.10 | 6         |

## Judo
Herrar
| Idrottare            | Gren                     | Inledande omgång       | Sextondelsfinal            | Åttondelsfinal              | Kvartsfinal                | Semifinal                 | Återkval 1                 | Återkval 2              | Återkval 3                 | Final / BM                  | Final / BM       |
| Idrottare            | Gren                     | Motståndare Resultat   | Motståndare Resultat       | Motståndare Resultat        | Motståndare Resultat       | Motståndare Resultat      | Motståndare Resultat       | Motståndare Resultat    | Motståndare Resultat       | Motståndare Resultat        | Placering        |
| -------------------- | ------------------------ | ---------------------- | -------------------------- | --------------------------- | -------------------------- | ------------------------- | -------------------------- | ----------------------- | -------------------------- | --------------------------- | ---------------- |
| Nestor Chergiani     | Extra lättvikt (-60 kg)  | BYE                    | Dragin (FRA) L 0010–0101   | Gick inte vidare            | Gick inte vidare           | Gick inte vidare          | Yekutiel (ISR) L 0000–0001 | Gick inte vidare        | Gick inte vidare           | Gick inte vidare            | Gick inte vidare |
| Zaza Kedelasjvili    | Halv lättvikt (-66 kg)   | BYE                    | Ungvári (HUN) L 0000–1000  | Gick inte vidare            | Gick inte vidare           | Gick inte vidare          | Gick inte vidare           | Gick inte vidare        | Gick inte vidare           | Gick inte vidare            | Gick inte vidare |
| David Kevkhishvili   | Lättvikt (-73 kg)        | i.u.                   | Toma (MDA) W 0021–0010     | Kim C-S (PRK) L 0110–0111   | Gick inte vidare           | Gick inte vidare          | Gick inte vidare           | Gick inte vidare        | Gick inte vidare           | Gick inte vidare            | Gick inte vidare |
| Saba Gavashelishvili | Halv mellanvikt (-81 kg) | Neto (POR) L 0000–1010 | Gick inte vidare           | Gick inte vidare            | Gick inte vidare           | Gick inte vidare          | Gick inte vidare           | Gick inte vidare        | Gick inte vidare           | Gick inte vidare            | Gick inte vidare |
| Irakli Tsirekidze    | Mellanvikt (-90 kg)      | i.u.                   | BYE                        | Mesbah (EGY) W 0010–0001    | Mammadov (AZE) W 1000–0000 | Pershin (RUS) W 1002–0000 | BYE                        | BYE                     | BYE                        | Benikhlef (ALG) W 0001–0000 | 1                |
| Levan Zhorzholiani   | Halv tungvikt (-100 kg)  | i.u.                   | Cousins (GBR) W 0010–0000  | Miraliyev (AZE) L 0000–1010 | Gick inte vidare           | Gick inte vidare          | Azzoun (ALG) W 1001–0001   | Brata (ROU) W 1001–0000 | Jang S-H (KOR) W 0021–0020 | Grol (NED) L 0000–0020      | 5                |
| Lasha Gujejiani      | Tungvikt (+100 kg)       | BYE                    | Blas Jr. (GUM) W 0200–0001 | McCormick (USA) W 1000–0000 | Roudaki (IRI) W 0011–0000  | Ishii (JPN) L 0000–1011   | BYE                        | BYE                     | BYE                        | Riner (FRA) L 0000–1011     | 5                |

## Kanotsport
- Huvudartikel: Kanotsport vid olympiska sommarspelen 2008

## Konstsim
- Huvudartikel: Konstsim vid olympiska sommarspelen 2008

## Landhockey
- Huvudartikel: Landhockey vid olympiska sommarspelen 2008

## Modern Femkamp
- Huvudartikel: Modern femkamp vid olympiska sommarspelen 2008

## Ridsport
- Huvudartikel: Ridsport vid olympiska sommarspelen 2008

## Rodd
- Huvudartikel: Rodd vid olympiska sommarspelen 2008

## Segling
- Huvudartikel: Segling vid olympiska sommarspelen 2008

## Simning
- Huvudartikel: Simning vid olympiska sommarspelen 2008

## Simhopp
- Huvudartikel: Simhopp vid olympiska sommarspelen 2008

## Skytte
- Huvudartikel: Skytte vid olympiska sommarspelen 2008

## Softboll
- Huvudartikel: Softboll vid olympiska sommarspelen 2008

## Taekwondo
- Huvudartikel: Taekwondo vid olympiska sommarspelen 2008

## Tennis
- Huvudartikel: Tennis vid olympiska sommarspelen 2008

## Triathlon
- Huvudartikel: Triathlon vid olympiska sommarspelen 2008

## Tyngdlyftning
- Huvudartikel: Tyngdlyftning vid olympiska sommarspelen 2008

## Vattenpolo
- Huvudartikel: Vattenpolo vid olympiska sommarspelen 2008

## Volleyboll
- Huvudartikel: Volleyboll vid olympiska sommarspelen 2008